# Confédération des III cantons
Pour un article plus général, voir Ancienne Confédération suisse.
1291–1332
Entités précédentes :
- Suisse au Haut Moyen Âge

Entités suivantes :
- Confédération des VIII cantons

La Confédération des III cantons désigne la première étape de formation par les Waldstätten de l'ancienne Confédération suisse, entre 1291 et 1332 ; elle est suivie par la Confédération des VIII cantons.
En avril 1291, l'empereur romain germanique Rodolphe de Habsbourg rachète les droits sur la ville de Lucerne, située à l'extrémité du lac de Lucerne, dans le but de rétablir l'autorité de sa famille dans la région. Après sa mort le 15 juillet 1291 et en prévision d'éventuels troubles de succession, les hommes libres des vallées d'Uri, de Schwytz et de Nidwald, renouvellent au début du mois d'août (la date précise est inconnue) un pacte d'alliance juridique et défensive éternelle, qui marque la fondation de la Confédération des III cantons. En réaction, les Habsbourg augmentent leur pression sur la région afin de faire reconnaître leurs droits. Lors de la bataille de Morgarten, le 15 novembre 1315, la cavalerie lourde du duc Léopold Ier d'Autriche, suivie d'un corps d'infanterie, s'engage dans un défilé coincé entre la montagne et le lac d'Ägeri, ils sont surpris par les Schwytzois aidés par quelques Uranais qui les attaquent à coup de hallebardes et de pierres, causant un massacre. L'événement fait forte impression sur la population, provoque une prise de conscience politique et amène à un renouvellement du pacte trois semaines plus tard à Brunnen (pacte de Brunnen).

## Saint-Empire romain germanique
Après les incursions des Sarrasins et des Hongrois, l'Europe centrale connaît dès le milieu du Xe siècle un calme relatif de 200 ans ; les bouleversements politiques se déroulent dans l'est, en Italie et en Terre sainte, où les croisades se succèdent. Économiquement et socialement, la féodalité se développe sous les derniers Carolingiens. Sur le territoire de la future Suisse, les premières sources faisant mention de vassaux datent du IXe siècle et les décrivent comme les représentants de la noblesse (en allemand Reichsaristokratie) qui constituent une aristocratie intermédiaire tout d'abord peu rattachée à un lieu particulier. En parallèle, l'Église (en allemand Reichskirche) se voit également confier des territoires de plus en plus étendus, les évêques faisant ainsi fréquemment partie des élites sociales.
En 962, Otton le Grand devient le premier dirigeant du Saint-Empire romain germanique, qui englobe la totalité du territoire helvétique alors morcelé en une multitude de petites seigneuries et de possessions épiscopales. Dès le début du deuxième millénaire et jusqu'en 1250, quatre familles vassales des empereurs romains germaniques augmentent progressivement leur influence dans la région, en particulier en cherchant à obtenir la couronne du royaume de Bourgogne-Provence ou de ses dépouilles. Les troubles politiques, couplés à une ère de prospérité économique et à l'ouverture d'un nouveau passage à travers les Alpes, poussent villes et campagnes, où l'esprit de famille prévaut encore sur des lois générales, à nouer des alliances.

### Zähringen

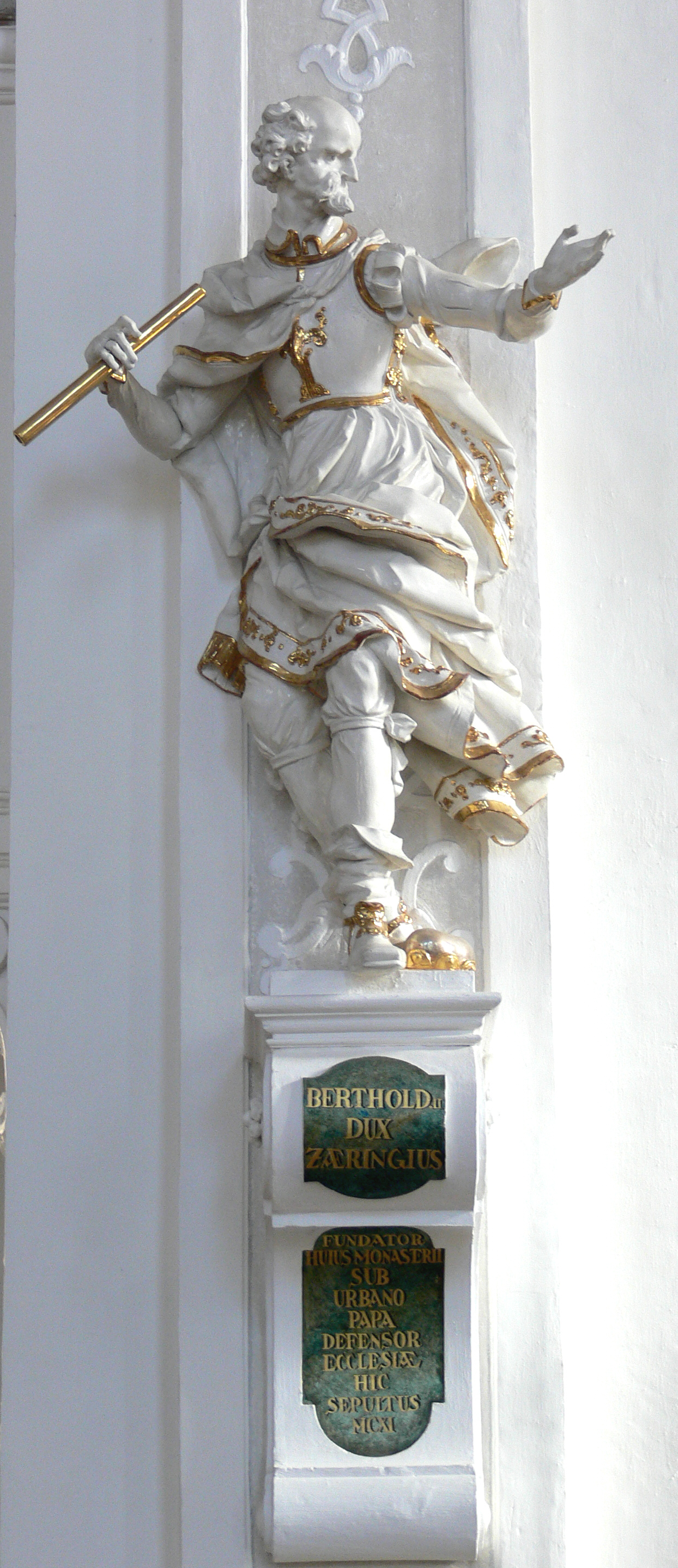
Sculpture de Berthold II de Zähringen sur le couvent de abbaye Saint-Pierre dans la Forêt-Noire.

Originaire de Souabe, la maison de Zähringen se voit contester le territoire qui s'étend sur l'actuel Bade-Wurtemberg par les Hohenstaufen, qui la repoussent sur la rive gauche du Rhin. En 1098, Berthold II de Zähringen renonce officiellement à toute prétention sur le duché, mais reçoit en contrepartie la suzeraineté de Lenzburg et le bailliage de Zurich, alors décrite comme « la plus importante ville de Souabe », tout en étant affranchi de la suzeraineté ducale. Il peut ainsi créer un duché de Zähringen qui s'étend progressivement vers l'ouest à partir de 1100 : d'importants territoires des bassins de l'Aar et de l'Emme puis du pays de Vaud vont y être inclus. Mais une coalition menée par les comtes de Genève, les évêques de Lausanne et surtout la maison de Savoie finit par briser politiquement l'élan de Conrad Ier de Zähringen, le fils de Berthold, qui tentait de se faire couronner duc de Bourgogne.
La famille Zähringen cesse alors ses conquêtes vers l'ouest pour améliorer l'exploitation des terres du duché familial, particulièrement en fondant les villes de Fribourg en 1157 et de Berne en 1191, mais aussi Rheinfelden, Berthoud, Morat et Thoune. Une tentative d'expansion vers le sud, en passant par le col du Grimsel à travers les Alpes, échoue en 1211 face aux Valaisans. Dans le même temps cependant, une nouvelle voie s'ouvre à travers les Alpes et change l'histoire de la région : le col du Saint-Gothard reliant directement la Lombardie à la vallée de la Reuss, dans la région d'Uri. La date exacte de l'ouverture du col n'est pas connue, bien qu'elle soit généralement située vers 1200. Il n'est pas certain non plus que les Zähringen aient participé activement à ce développement, bien que ce territoire se trouve au sein de leur duché. 
Bertold V, le dernier des ducs de Zähringen, s'éteint en 1218. Son héritage est âprement disputé, mais une importante partie en revient finalement à la famille des Kybourg. Cependant, alors en lutte contre le pape et certains de ses vassaux, l'empereur Frédéric II accorde à plusieurs villes du duché, dont Berne, Soleure et Zurich, le statut de ville libre par « immédiateté impériale », privant ainsi les seigneuries locales de profits. Le conflit entre l'empereur et le pape, qui atteint son paroxysme lors du premier concile de Lyon en 1245, connaît également des répercussions sur le plateau suisse, entre gibelins, qui soutiennent l'empereur, et guelfes, qui soutiennent le pape. Ainsi, Lucerne, du côté du pape, entre en guerre contre Berne, tenant de l'empereur. Cette crise prend fin avec la mort de Frédéric II en 1250.

### Kibourg

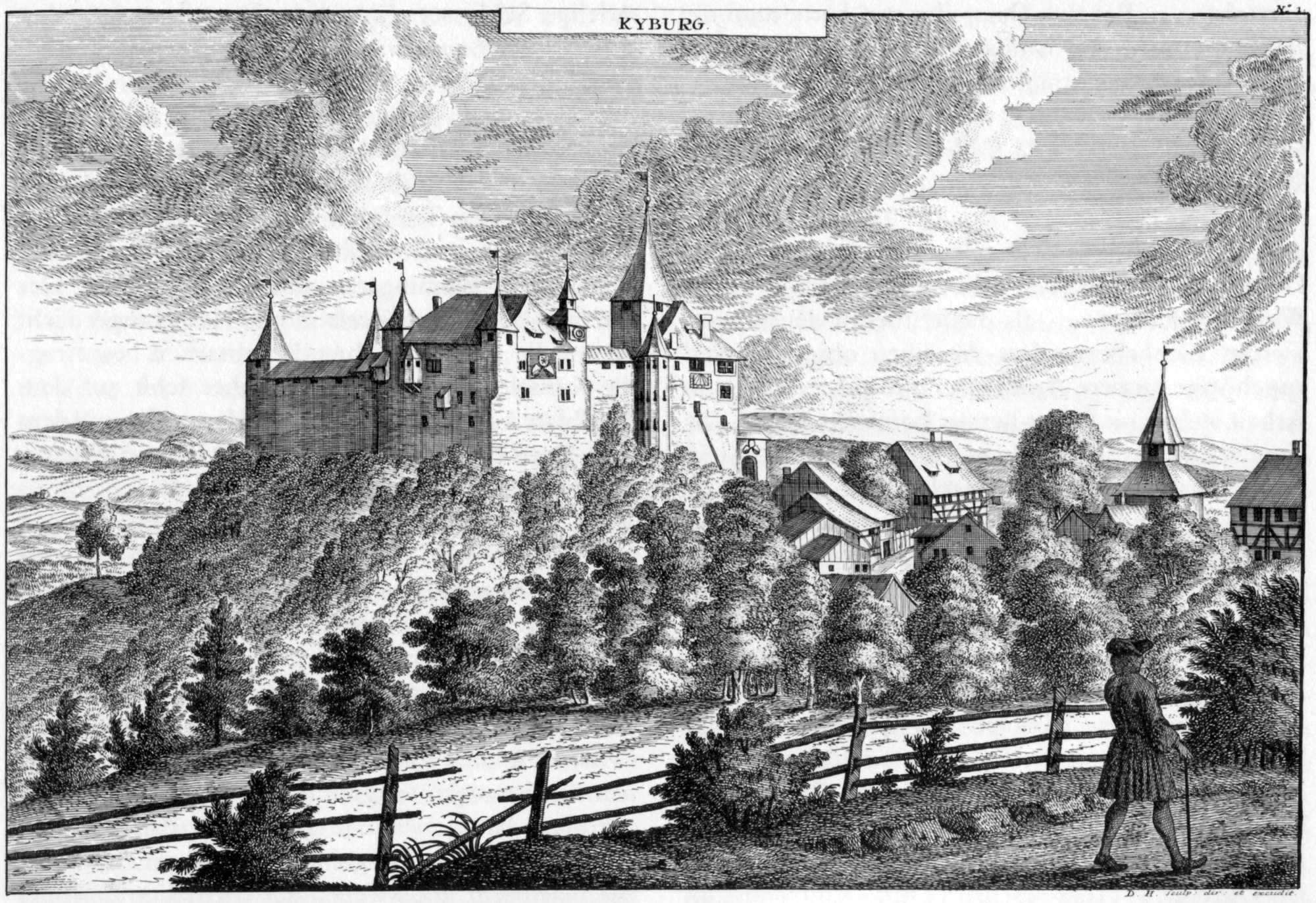
Gravure de 1740 représentant le château de Kybourg.

Les premières mentions concernant la famille des Kibourg (parfois écrit Kybourg ou Kyburg) les situent dans le haut Danube avant qu'ils n'acquièrent, par mariage et par héritage, des terres en Suisse orientale, dans la région entre Zurich et l'actuelle Thurgovie. Ils tirent leur nom du château de Kybourg, situé dans l'actuel canton de Zurich, sur le territoire de la commune homonyme.
Héritier de la partie du domaine située dans le nord de la Suisse, le comte Hartmann III de Kibourg est admis, à la suite de son mariage avec Richenza de Lenzbourg-Baden en 1172, comme héritier avec les Hohenstaufen et les Zähringen des territoires de la maison comtale des Lenzbourg. Si on ne connaît pas précisément les détails de la répartition du territoire, on sait qu'elle entraîne de nombreux litiges jusqu'en 1254 lorsqu'Élisabeth de Chalon revendique Lenzburg pour son époux, Hartmann V de Kibourg dit « le Jeune ». De son côté, Ulrich III de Kibourg, marié à la fille de Bertold V de Zähringen, devient le principal héritier des Zähringen et entre en possession des villes de Laupen, Fribourg, Thoune et Berthoud, ainsi que de nombreux territoires situés dans les actuels cantons d'Argovie et de Zurich. La famille de Kibourg ne parvient toutefois pas à contrôler la ville de Zurich, puis l'abbaye de Saint-Gall, principalement par manque d'appui de la famille alliée des Hohenstaufen.
À son apogée, l'influence des Kibourg s'étend donc, de 1218 à 1277, du lac de Constance jusqu'à la Nuithonie et même jusqu'à Fribourg et Laupen. La maison va toutefois à son tour s'éteindre, le dernier représentant mâle des Kibourg mourant en 1263 et ne laissant qu'une fille mineure ; ses terres vont être distribuées entre les deux familles héritières de Savoie et de Habsbourg.

### Savoie
La maison de Savoie, originaire de la région de Vienne (Isère) et de Grenoble, hérite du royaume de Bourgogne pour les cols alpins. Dès le XIe siècle, elle s'empare de la Maurienne et de la vallée d'Aoste, étendant son influence jusqu'à la plaine du Pô et Turin. Elle s'assure également le contrôle du Chablais et du bailliage de Saint-Maurice. La maison de Savoie met alors en œuvre une politique de promotion du culte de saint Maurice, ajoutant ainsi une dimension religieuse à son autorité.

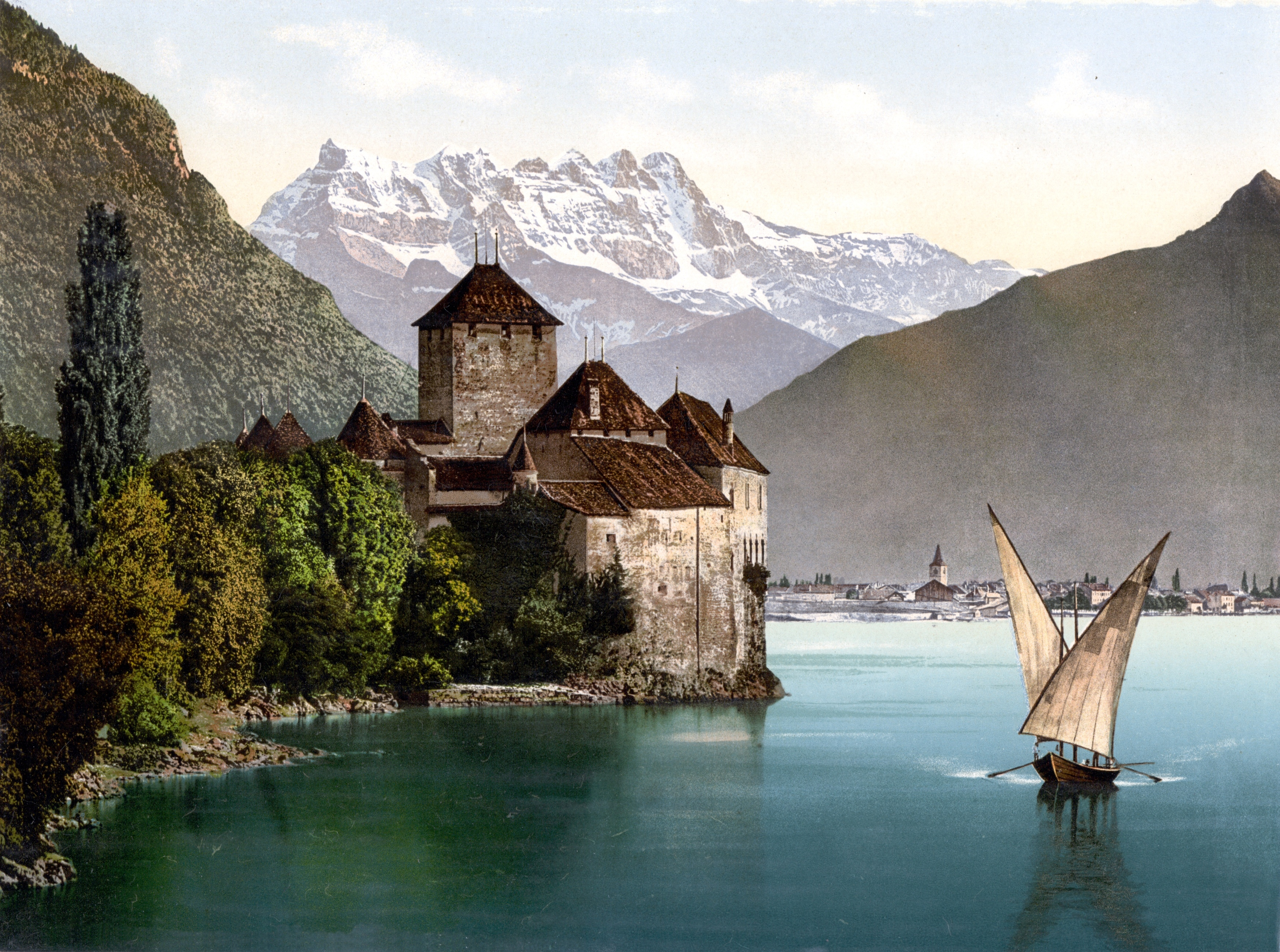
Vue du château de Chillon sur le lac Léman et des Dents du Midi.

Au siècle suivant, les Savoyards contrôlent également l'Entremont et le Bas-Valais, et tiennent sous leur autorité l'évêque de Sion, qui leur cède le château de Chillon comme fief. Devant cette position de force, la tentative effectuée en 1189 par le roi d'Allemagne[Quoi ?] de rattacher le Valais à l'autorité directe de l'empereur échoue. À la fin du siècle, la maison de Savoie contrôle le passage nord du col du Grand-Saint-Bernard, ainsi que les défilés de Chillon et de Saint-Maurice, assurant ainsi sa mainmise sur les deux versants du col.
Au cours du XIIIe siècle, les Savoie concentrent leurs efforts au nord du lac Léman, où ils se heurtent aux comtes de Genève, alors en possession du Genevois, et sont successivement en conflit avec l'évêque de Genève qui finit par les écarter de la ville de Genève, avec les Zähringen à la suite de leur incursion dans le pays de Vaud dès le XIIe siècle, et avec l'évêque de Lausanne. Thomas Ier de Savoie reçoit en 1207 outre le titre de seigneur de Piémont, le fief de Moudon, marquant ainsi le début de la fin des conquêtes genevoises en pays de Vaud. Son fils Pierre II de Savoie, surnommé le « petit Charlemagne », poursuivra quant à lui cette extension en achetant successivement Morat, Fribourg et Berne grâce à l'appui financier de l'Angleterre. Finalement, le comté de Genève sera à son tour absorbé au début du XVe siècle.

### Habsbourg
La famille des Habsbourg, originaire d'Alsace et qui tire son nom du château de Habsbourg en Argovie, ne possède au XIe siècle que peu de terres sur le territoire de la Suisse, à l'exception de quelques terres dans la basse vallée de l'Aar. Ce n'est qu'en 1173 et surtout en 1218 que l'empereur, pour qui la famille combat, lui attribue plusieurs bailliages dont celui d'Uri, en héritage des possessions des familles disparues des Lenzbourg et des Zähringen. En 1264, lors de la disparition de la famille Kybourg, alliée avec les Savoie par mariage, Pierre de Savoie revendique pour le duché familial les terres de Thurgovie et Glaris mais se fait devancer par le comte Rodolphe de Habsbourg. Dans les années qui suivent, le comte tente de lier ses deux domaines alsacien et de Suisse occidentale, en particulier en prenant le contrôle de Bâle dont l'évêché s'étend alors jusqu'aux cols jurassiens du Haut et du Bas-Hauenstein.
La mort de l'empereur Frédéric II de Hohenstaufen en 1250 marque le début d'une période troublée appelée le Grand Interrègne qui se termine par l'élection de Rodolphe de Habsbourg à la dignité impériale en 1273.

### Une nouvelle traversée des Alpes

Voies de communication de la Suisse médiévale.

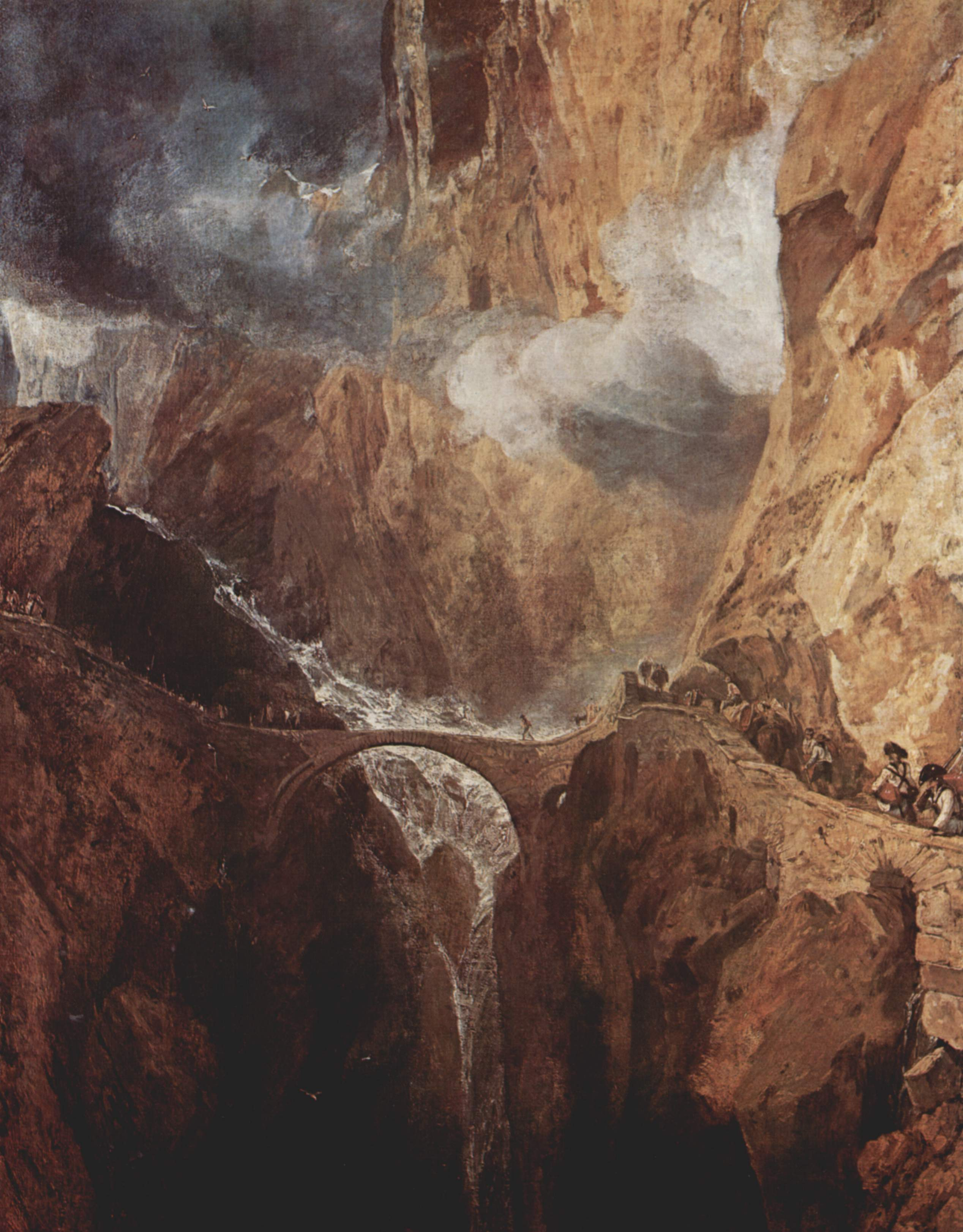
Le pont du Diable peint par Joseph Mallord William Turner.

Pendant longtemps, la vallée d'Uri avait été un cul-de-sac : le col du Saint-Gothard est le seul qui franchisse les Alpes centrales en une seule fois mais il est d'un trajet malaisé, en particulier à cause de deux passages infranchissables : la falaise de l'Axenberg, qui ne sera franchissable que par bateau sur le lac des Quatre-Cantons jusqu'à l'ouverture d'une route en 1864, et le défilé des Schöllenen, entre la vallée transversale d'Uri et celle, longitudinale, d'Urseren. Il permet toutefois de contourner la ville de Vérone qui contrôle alors le col du Brenner et d'éviter le détour par le Valais et le lac Léman imposé par le passage du col du Grand-Saint-Bernard.
La date exacte de la construction d'un chemin muletier menant au col n'est pas connue, mais estimée entre 1215 et 1230, probablement par les habitants de la vallée d'Uri aidés par les Walsers valaisans récemment arrivés dans la région. Le chemin comporte en particulier un pont si délicat dans sa construction que certains y voient une intervention du diable, d'où son nom de « pont du Diable ». Quoi qu'il en soit, l'ouverture de ce passage donne une importance accrue à Uri qui reçoit, des mains de Henri II de Souabe qui gouverne au nom de son père Frédéric II, l'« immédiateté impériale » en 1231, dépossédant ainsi les Habsbourg du droit d'avoirie (c'est-à-dire le commandement militaire et l'exercice de la justice) qu'ils avaient sur cette région depuis 1218. Cette franchise précise en particulier que la fonction de bailli est dès lors remplie par un « Ammann », nommé par le roi sur proposition des autorités locales ; par la suite, les habitants élurent leur bailli, nommé Landammann dès la fin du XIIIe siècle, directement tout en continuant à le faire confirmer par le roi.

## Fondation de la Suisse

### Waldstätten

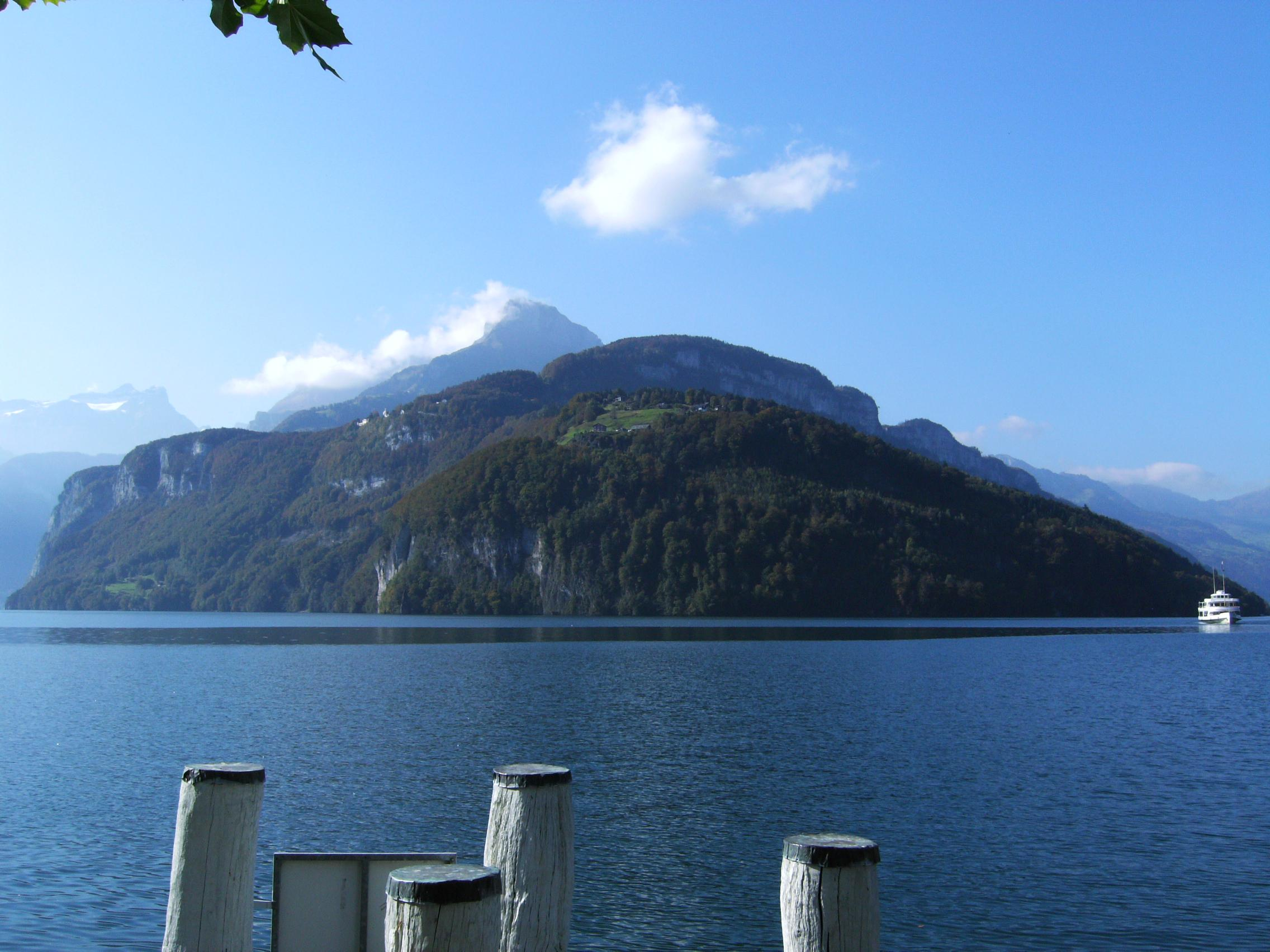
Seelisberg dans le canton d'Uri et le lac des Quatre-Cantons.

Les Waldstätten (mot à mot « états de la forêt » en allemand ; également appelés Dreiländer soit « trois pays ») regroupent les habitants des quatre corporations d'Uri, de Schwytz et des deux Unterwald (Obwald et Nidwald) de la forêt de Kern qui les séparent, entre le passage du Gothard et la ville de Lucerne, soit une superficie d'environ 2 000 km2 peuplée alors de 20 000 personnes. Ces communautés montagnardes, dépendantes d'une économie pastorale de montagne, ont gardé au début du XIIIe siècle certaines spécificités de l'ancien droit alaman, en particulier les réunions printanières de l'ensemble de la communauté qui représentent alors pour les habitants l'une des rares occasions de se réunir pour traiter les problèmes du moment. Ces réunions, appelées Landsgemeinde, sociales et économiques à leur origine, sont progressivement devenues politiques.
Tout comme Uri, la communauté de Schwytz, alors possession de la branche des Habsbourg-Laufenbourg, avait reçu en 1240 de Frédéric II une lettre de protection qui les plaçait « sous la protection tant de l'Empire que de lui-même » à la suite de l'envoi de soldats schwyzois dans la guerre menée en Lombardie contre les forces du pape Grégoire IX, faisant entrer ainsi la communauté dans le camp des « gibelins ». Cette lettre, sans conférer à Schwytz une véritable immédiateté, plaçait la communauté hors de la sphère d'influence des Habsbourg, qui contestèrent cette charte (appelée « Charte de Faenza » par référence au lieu où elle aurait été écrite) pendant plus de 100 ans.
Pendant le Grand Interrègne, Rodolphe de Habsbourg renforce sa domination sur la région en achetant à ses cousins leurs droits sur Schwytz et sur Unterwald en 1273, l'année même où il est sacré empereur. Continuant à augmenter son influence, il s'empare de la vallée d'Urseren en 1283, puis achète la ville de Lucerne en 1291, quelques jours avant sa mort le 15 juillet 1291 et sans qu'il n'ait désigné de successeur.
À son entrée dans l'histoire, la communauté d'Unterwald est déjà divisée en deux parties et la situation politique y est bien moins claire que chez ses voisins. Composée également en grande partie de paysans libres, la population des deux communautés, probablement encouragée par les manœuvres politiques indépendantistes chez ses voisins d'Uri, de Schwytz et de l'Oberhasli, s'efforce également probablement de se constituer en communes libres ; aucune mention spécifique n'a cependant pu être retrouvée sur ce sujet, avant la référence faite à la corporation indépendante Ob und Nid dem Kernwals lors du traité d'alliance signé avec ses voisins.

### Pacte de 1291

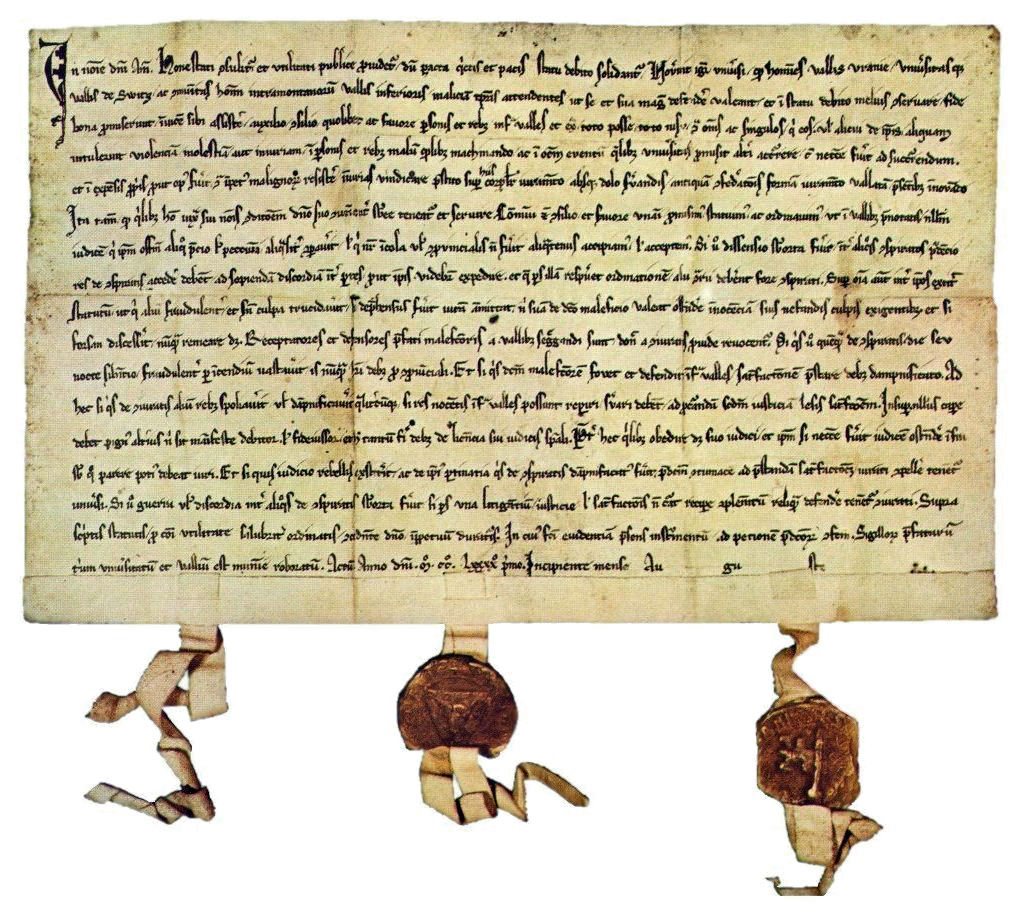
Le Pacte de 1291.

Peu après la mort de l'empereur, les notables d'Uri, de Schwytz (dont le sceau au bas du document a disparu) et de Nidwald — ceux d'Obwald n'ont pas reçu la convocation, ou bien ils ont décidé de ne pas s'y rendre — se réunissent pour renouveler « leur ancienne confédération étayée par un serment » (en latin antiqua confœderatio iuramento vallata) par un pacte juré (prestito... iuramento). Ce texte est un traité d'assistance mutuelle « contre tous ceux qui leur porteraient violence, vexation ou injure », ainsi qu'une ébauche de code pénal qui, loin du texte révolutionnaire que l'on présente parfois — le texte précisant même que « chacun reste soumis à son seigneur, comme il se doit » — se contente de préciser le refus d'accepter « un juge qui aurait payé sa charge ou qui ne serait pas un compatriote ». Le document, conclu « à perpétuité si Dieu le veut », ce qui ne signifie pas qu'il ne peut être modifié, a été traduit en allemand vers 1400 et est mentionné par Werner Steiner en 1532. Il finit par tomber dans l'oubli. Il n'est retrouvé qu'en 1758 à Schwytz et n'a jamais été traduit officiellement par le gouvernement suisse, favorisant ainsi l'apparition de traductions plus ou moins fantaisistes au cours des années, alimentant la polémique et le débat mais stimulant également la recherche.
Dans son contenu, le pacte ressemble bien à un pacte local, destiné à régler l'ordre public et ébauchant une direction politique limitée. Dans sa structure, il respecte les standards de l'époque avec un préambule et une formule finale, le tout en continu et sans séparation en paragraphes. Cependant, il n'indique ni le lieu ni la date précise de son adoption (« début août »), pas plus qu'il n'est signé ou qu'il ne donne de noms précis. En outre, il contient des fautes d'orthographe, des omissions de mots et des imprécisions comme si le scribe n'avait pas pu se relire. Enfin, alors que la quasi-totalité du texte est rédigé à la troisième personne du pluriel, la partie qui exclut les juges étrangers, est rédigée à la première personne du pluriel. Tous ces éléments ont provoqué de nombreuses controverses pour savoir si les omissions avaient pu être faites volontairement, impliquant ainsi la volonté des auteurs de rester anonymes et faisant du pacte un document séditieux, voir un appel à la rébellion. L'utilisation de certains mots, tel que « conspirati », traduit en français par « confédérés » semble jouer en faveur de cette interprétation.
Avec ce pacte, si les communautés signataires ne rejettent pas la domination royale ou le fait de devoir servir en cas de levée de troupes pour défendre le territoire contre une menace extérieure, elles réclament leur indépendance pour les décisions liées aux impôts, au choix des fonctionnaires et des juges, refusant ainsi d'abandonner leur souveraineté aux ducs d'Autriche, vassaux du roi.

### Mythes fondateurs

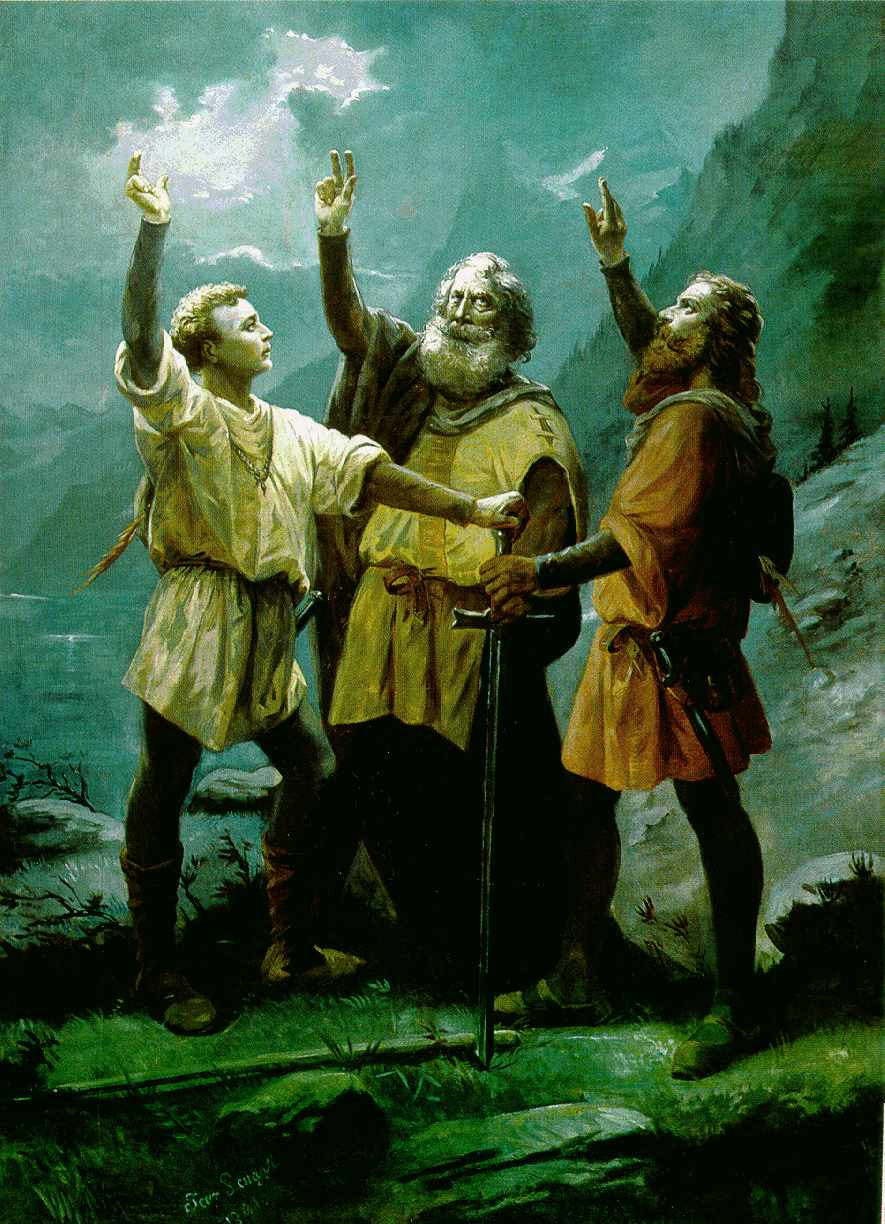
Le Serment du Grütli de Jean Renggli (1891).

Autour des événements historiques ayant conduit à la signature du pacte, de nombreux mythes et légendes ont vu le jour, la plupart dans la première moitié du XVe siècle (soit plus d'un siècle après les événements), et sont regroupés dans le Livre blanc de Sarnen, datant de 1470 environ, et repris vers 1550 par le chroniqueur Gilg Tschudi, qui décrit les actions héroïques de la résistance des Suisses. Tous ces récits relatent des événements se déroulant entre 1307 et 1308, année charnière qui était retenue jusqu'au XIXe siècle pour la date de la fondation de la Confédération.

#### Guillaume Tell
Parmi ces mythes, le plus connu reste celui de Guillaume Tell, condamné à tirer à l'arbalète sur une pomme placée sur la tête de son fils. Tell se venge de cet acte en tuant le bailli Hermann Gessler après avoir échappé à une tempête. Cette légende qui serait d'origine danoise s'est progressivement enrichie au cours des siècles, par exemple dans les peintures du XVIIIe siècle. En 1829, dans Guillaume Tell, l'opéra de Gioachino Rossini, la femme de Tell est baptisée Hedwige.

#### Serment du Grütli
Un autre mythe raconte l'histoire des trois hommes (Arnold de Melchtal, Walter Fürst et Werner Stauffacher) qui se réunirent sur la prairie du Grütli pour y prêter le Serment du Grütli destiné à libérer les trois vallées et à vivre ou à mourir en hommes libres.

#### Destruction des châteaux
Le serment du Grütli est relié à la légende de la destruction de plusieurs châteaux forts de la région, appartenant aux Habsbourg, par une insurrection générale des habitants. Des fouilles archéologiques récentes prouvent que ces châteaux ont été progressivement abandonnés sur une période de cent ans, ce qui contredit la légende.

## Pacte de 1315

### Raid contre Einsiedeln
Le 27 juillet 1298, l'élection du fils de Rodolphe, Albert Ier, comme roi allemand met l'alliance confédérée en grand danger : en effet, les communautés s'étaient rangées aux côtés d'Adolphe de Nassau dans la guerre qui avait éclaté à la suite de l'élection controversée de ce dernier qui est tué par Albert pendant une bataille le 2 juillet de la même année. Cependant, après avoir forcé la ville de Zurich à dénoncer une alliance de trois ans conclue avec les conférés, le nouvel empereur se contente d'encercler les trois communautés et de ne pas renouveler les franchises accordées à Schwytz et Uri, sans intervenir militairement sur leur territoire. 
À l'inverse, au début du XIVe siècle, des querelles au sein de la maison de Habsbourg puis entre les différentes familles princières, profitent indirectement aux confédérés : à la suite de l'assassinat du roi en 1308, son successeur Henri VII de Luxembourg confirme la liberté impériale des trois pays, offrant ainsi également, mais de manière ambigüe, l'immédiateté à la vallée d'Unterwald tout en désignant un bailli unique pour les trois vallées. En réaction, les Habsbourg augmentent leur pression sur la région afin de récupérer leurs droits.
Parallèlement, les Schwytzois, qui sont en guerre larvée pour des questions de territoire et de taxes avec l'abbaye d'Einsiedeln dont les Habsbourg sont les protecteurs, se font mettre au ban de l'Église. Le 6 janvier 1314, ils se vengent par un raid nocturne sur le couvent où, selon le récit fait par un instituteur du couvent, « ils volent ce qui peut leur être d'une utilité quelconque [...], ils boivent outre mesure de notre vin [...], ils souillent le temple de Dieu de leurs propres ordures et chacun lâche son urine ou paie le tribut de son ventre dans l'église... ». Cette opération n'est rien qu'un épisode de plus dans le conflit entre les deux parties mais elle provoque une riposte du duc Léopold Ier, alors partisan du duc Frédéric le Bel dans la lutte de celui-ci pour la couronne impériale qui l'oppose au roi Louis de Bavière pour qui les Confédérés avaient pris parti. L'accès au marché de Lucerne leur est fermé, un embargo sur le blé est déclaré contre les trois communautés et la route du Gothard est bloquée alors que des troupes originaires d'Argovie, de Winterthour, de Lucerne et de Zurich bien équipées et fournies d'une importante cavalerie, se rassemblent dans la région de Zoug, une possession habsbourgoise.

### Bataille de Morgarten

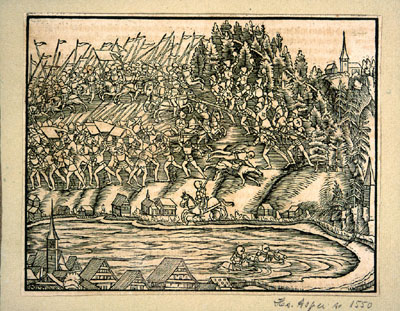
La bataille de Morgarten (miniature sur bois).

Devant ces préparatifs, les Waldstätten prennent de leur côté plusieurs contre-mesures : les Uranais concluent un armistice avec les habitants de la vallée de Glaris avec qui ils sont en guerre depuis quelques années, les Schwytzois construisent des barrages sur les routes menant à Zoug et Küssnacht et les Unterwaldiens font de même en direction de la vallée d'Urseren. Parallèlement, les trois communautés mettent en place un important service de renseignements dans la région, leur permettant ainsi d'être rapidement informés de tout mouvement de l'armée ennemie.
Au matin du 15 novembre 1315, la cavalerie lourde du duc Léopold, suivie d'un corps d'infanterie, s'engage dans un défilé dominé par la montagne de Morgarten. Coincés entre cette montagne et le lac d'Ägeri, les Autrichiens sont surpris par les Schwytzois aidés de quelques Uranais et commandés par Werner Stauffacher qui les attaquent à coup de hallebardes et de pierres — l'histoire y ajoutera par la suite des troncs d'arbre — causant un massacre au corps à corps et forçant une partie des Autrichiens à tenter de se sauver par le lac et à s'y noyer. Seule une partie des troupes, dont le duc en personne, parvient à réchapper de la bataille qui prendra par la suite le nom de la montagne. Le nombre exact de soldats engagés des deux côtés, tout comme le nombre des victimes, n'a jamais pu être déterminé avec précision mais est évalué à quelques milliers du côté autrichien contre un millier de Schwytzois environ. Les pertes ont pu s'élever à quelques centaines de morts dont plusieurs chevaliers d'un côté contre quelques dizaines de l'autre, loin des « 20 000 Autrichiens » mentionnés dans certains récits. Selon le chroniqueur Jean de Winterthur, 1 500 hommes de l'armée ducale ont été tués dans les combats, sans compter les noyés dans le lac, et le duc Léopold paraissait à demi mort de douleur.
Pour les Habsbourg, les conséquences de cette défaite sont assez faibles : l'affaiblissement des forces armées n'est que provisoire et l'autorité de Frédéric sur les villes de son territoire ira grandissant jusqu'à la paix générale imposée en 1319. Côté confédéré par contre, l'évènement provoque une prise de conscience politique et fait forte impression dans la population : des paysans mal armés et inférieurs en nombre qui battent une armée de professionnels, commandée par le chef de l'une des plus importantes maisons d'Europe, au mépris total de toutes les coutumes chevaleresques ! Les vainqueurs, décrits comme des « sauvages assoiffés de sang » ou comme des « hordes paysannes grossières et impies » par leurs ennemis, font forte impression et deviennent les héros d'un culte du souvenir qui perdure encore six siècles plus tard.

### Pacte de Brunnen

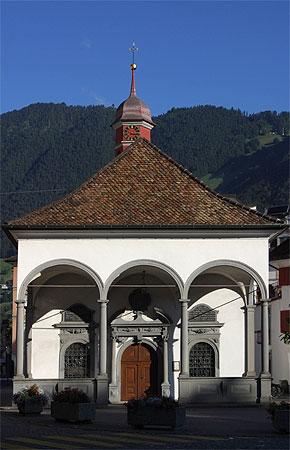
Chapelle de Brunnen érigée en mémoire du pacte de 1315

Trois semaines après leur succès militaire, les délégués des Confédérés se réunissent à Brunnen, une localité située au point de jonction entre les trois cantons primitifs, sur les bords du lac des Quatre-Cantons. Le 9 décembre 1315, ils renouvèlent l'alliance de 1291 dans un nouveau pacte, qui reprend les articles et les termes du précédent mais est rédigé en allemand.
Certaines dispositions de politique extérieure sont ajoutées, en particulier l'article selon lequel chaque canton s'engage à ne reconnaître aucun seigneur sans l'assentiment de ses alliés, ni à traiter avec quelque pouvoir étranger que ce soit sans que les autres soient partie à la négociation. C'est également dans ce traité qu'apparaît pour la première fois le terme d'Eidgenossen, littéralement « compagnons de serment », par la suite traduit en français par « Confédérés »,. Le pacte de Brunnen reste en vigueur jusqu'en 1798, soit jusqu'à la fin de l'ancienne Confédération.
En 1316, le roi Louis de Bavière confirme l'immédiateté des trois cantons alors que le duc Léopold, refusant sa défaite, mène une guerre d'usure qui se traduit par plusieurs affrontements mineurs avant qu'un simple armistice ne soit finalement conclu avec les Habsbourg en juillet 1318, ces derniers ne renonçant pas à défaire les communautés.
Dans les années suivantes, les cantons primitifs nouent des liens et s'allient avec les cités de Lucerne, Zurich et Berne, formant ainsi la base de ce qui devait devenir la Confédération des VIII cantons.